# L'Olivier
Pour les articles homonymes, voir L'Olivier (homonymie).
L’Olivier (L’Ulivo, en italien) est une coalition politique de centre gauche, fondée en 1995 par le haut fonctionnaire Romano Prodi et dissoute en 2007, principalement au profit du Parti démocrate (PD).

## Historique

### Fondation

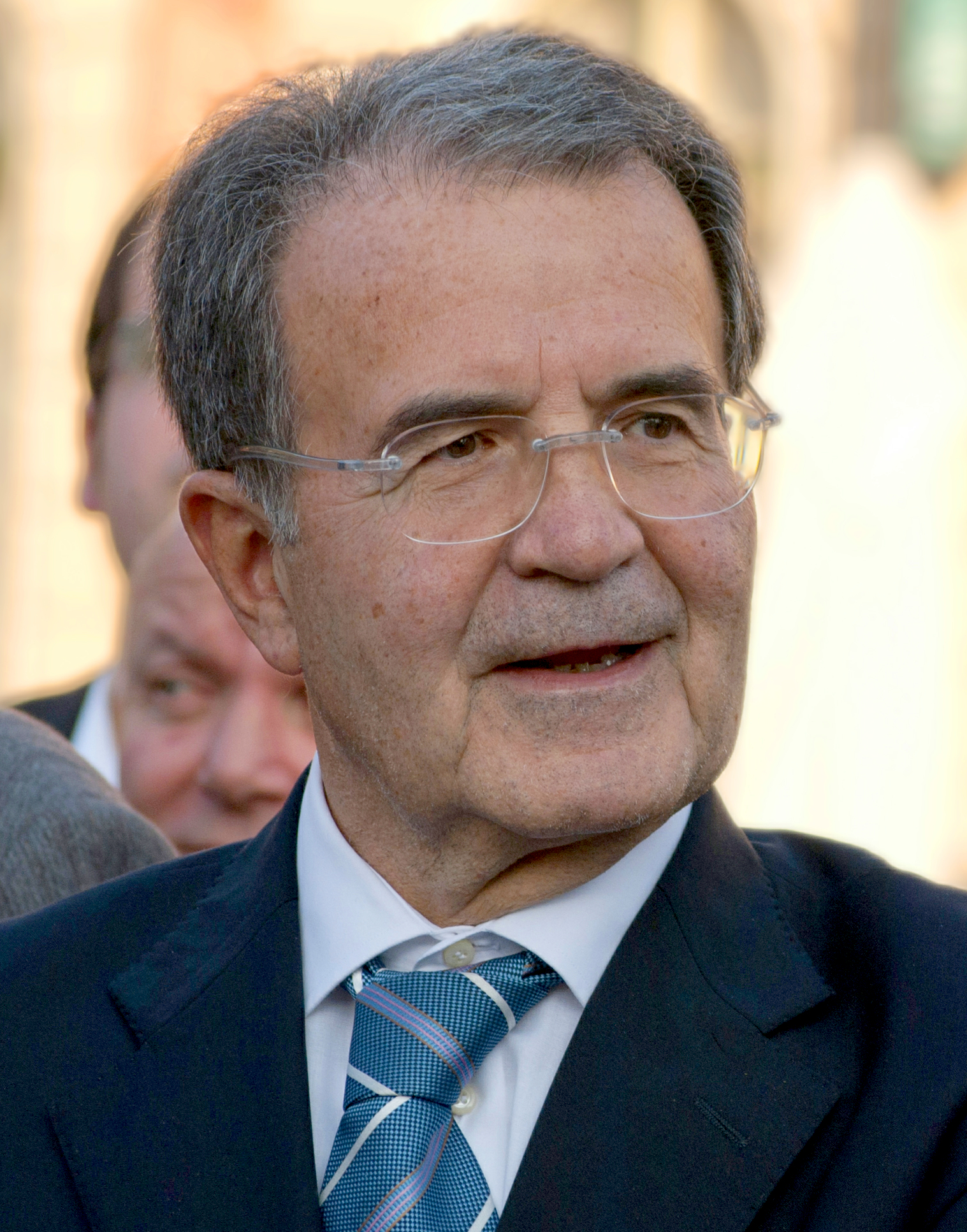
Romano Prodi.

Le 6 mars 1995, Romano Prodi, ancien ministre de l'Industrie dans les années 1970 puis président de l'Institut de reconstruction industrielle (IRI), annonce la création de L'Olivier, une coalition de centre gauche rapprochant les sociaux-démocrates de l'Alliance des progressistes et les chrétiens-sociaux du Pacte pour l'Italie.
Le Parti démocrate de la gauche (PDS), successeur du Parti communiste italien (PCI), et le Parti populaire italien (PPI), héritier de la Démocratie chrétienne (DC), se retrouvent ainsi alliés pour la première fois. 
Rejoignent également la coalition les Socialistes italiens (SI), le Pacte de renaissance nationale, la Fédération des Verts (FDV) et le Parti républicain italien (PRI).
Enfin, la Südtiroler Volkspartei (SVP) et l'Union valdôtaine (UV) participent également au processus, en Trentin-Haut-Adige et Val d'Aoste, respectivement.
Au Parlement, L'Olivier soutient le gouvernement technique dirigé par Lamberto Dini. Parallèlement, l'alliance se choisit naturellement comme de chef file Prodi, en vue des élections générales anticipées du 21 avril 1996.

### Au pouvoir entre 1996 et 2001
Lors du scrutin, L'Olivier échoue à remporter la majorité absolue à la Chambre des députés, mais en constitue la première force avec 279 députés sur 630. Au Sénat de la République, en revanche, la coalition dispose de 160 sièges sur 315.
Romano Prodi se voit alors appelé aux fonctions de président du Conseil des ministres et forme un gouvernement minoritaire avec le Renouveau italien (RI), qui rejoint L'Olivier, bénéficiant du soutien sans participation du Parti de la refondation communiste (PRC). Toutefois, le 9 octobre 1998, le PRC émet un vote défavorable lors d'une question de confiance, ce qui entraîne la chute de Prodi et son remplacement par Massimo D'Alema, secrétaire des Démocrates de gauche (DS), successeurs du PDS.

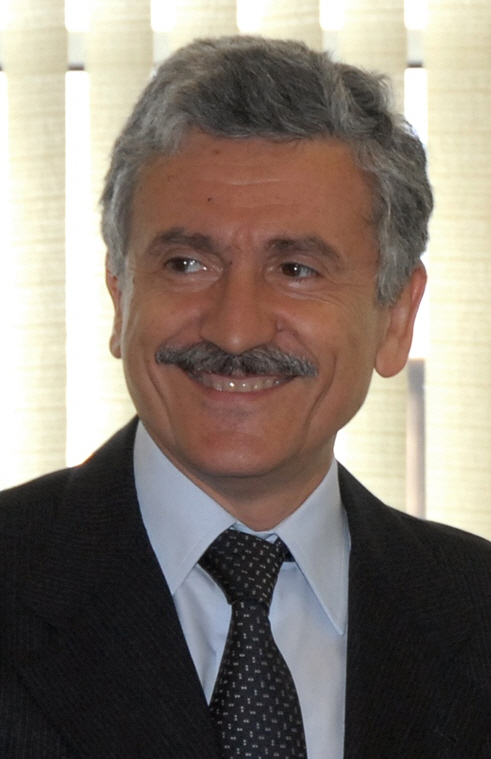
Massimo D'Alema.

Afin de s'assurer la majorité absolue dans les deux chambres, D'Alema fait rentrer au gouvernement le Parti des communistes italiens (PDCI), dissidence du PRC, et l'Union démocratique pour la République (UDR), de l'ancien président Francesco Cossiga. Le PDCI, ainsi que Les Démocrates (Dem), parti nouvellement créé en soutien à Prodi, intègrent alors L'Olivier.
Les élections européennes du 13 juin 1999 constituent le premier test électoral national pour l'alliance, dont les partis se présentent en ordre dispersé. Dans l'ensemble, ils remportent 33 sièges sur 87, six de moins que les forces de droite et de centre droit coalisées derrière Silvio Berlusconi. Alors que D'Alema a formé, en décembre 1999, un second gouvernement pour tenter d'élargir sa majorité parlementaire, ce qui se traduit simplement par l'entrée de l'Union des démocrates pour l'Europe (UDEUR), issue de l'UDR, il remet sa démission dès le 19 avril 2000. En effet, à peine trois jours plus tôt, L'Olivier a perdu quatre régions sur quinze mises en jeu lors des élections régionales, à savoir le Latium, les Abruzzes, la Calabre et la Ligurie.
Pour remplacer le chef du gouvernement, le président Carlo Azeglio Ciampi choisit le ministre du Trésor, l'indépendant Giuliano Amato, qui forme son exécutif en seulement six jours.
Le gouvernement issu de L'Olivier tend à remettre en cause l’État-providence, tout en poursuivant une politique économique fondée sur la privatisation de certains secteurs de l’économie et la réduction de la dette publique. Il favorise par ailleurs la fédéralisation des institutions.

### Dans l'opposition entre 2001 et 2006

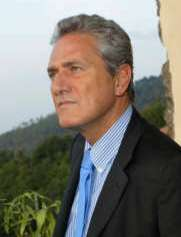
Francesco Rutelli.

Pour les élections générales du 13 mai 2001, L'Olivier désigne Francesco Rutelli, le maire de Rome, comme chef de file, et se réorganise. En effet, le PPI, RI, les Dem et l'UDEUR ont constitué un cartel chrétien-social connu sous le nom de La Margherite. Toutefois, l'aventure est un échec puisque la coalition se contente de 250 députés et 132 sénateurs.
Silvio Berlusconi, de la Maison des libertés (CDL), prend alors la succession d'Amato à la présidence du Conseil et L'Olivier part dans l'opposition. En 2002 La Marguerite se transforme en parti politique, sous la direction de Francesco Rutelli.
Pour les élections européennes des 12 et 13 juin 2004, les partis de la coalition décident de s'unir et forment une liste baptisée « Unis dans l'Olivier ». L'expérience est une demi-réussite, dans la mesure où l'alliance se place en tête du scrutin avec 31 % des voix, mais 24 sièges sur 78. Peu après la tenue de ces élections, Romano Prodi, libéré de ses fonctions de président de la Commission européenne, remplace Rutelli à la direction de L'Olivier.

### Fondation de L'Union

Le logo de L'Union.

Afin de remporter les élections générales des 9 et 10 avril 2006, Romano Prodi cherche à bâtir une alliance plus large.
Le 11 octobre 2004, les DS, DL, les Socialistes démocrates italiens (SDI), la FDV, le PDCI, le PRC, l'Italie des valeurs (IDV) et le Mouvement des républicains européens (MRE) se retrouvent et forme la « Grande Alliance démocratique » (GAD). Le 10 février 2005, les formations choisissent L'Union comme nom définitif de leur coalition, tandis que L'Olivier se transforme en fédération de partis.
Les élections régionales qui se tiennent deux mois plus tard marquent l'incontestable succès de la nouvelle formule. Non seulement le centre gauche retrouve les quatre Régions perdues, mais en remporte également deux autres, le Piémont et les Pouilles. Sur quinze régions en jeu, L'Union en gagne treize.
Pour choisir son chef de file, la grande coalition décide d'organiser des primaires ouvertes, les premières du genre. L'Olivier, ainsi que le PDCI, choisissent de soutenir Romano Prodi, qui l'emporte dès le premier tour avec 74 % des suffrages exprimés, soit 3 180 000 voix sur 4 300 000.

### Retour au pouvoir en 2006
Lors des élections générales, L'Union l'emporte sur le fil, avec 49,81 % des voix à la Chambre des députés, contre 49,74 % à la Maison des libertés, tandis qu'au Sénat de la République, elle est battue avec 48,95 % des suffrages, contre 50,2 % à la CDL. Du fait de la loi électorale, L'Union remporte 348 députés sur 630, mais seulement 158 sénateurs sur 315.
Au sein de la coalition, L'Olivier est la force la plus importante, avec 31,3 % à la Chambre, soit 220 sièges, et 28,2 % au Sénat, soit 101 parlementaires. Lors de l'ouverture de la législature, le 28 avril 2006, elle soutient l'élection de Fausto Bertinotti, du PRC, comme président de la chambre basse, et fait élire Franco Marini à la présidence de la chambre haute. Le 10 mai suivant, le sénateur à vie Giorgio Napolitano, des Démocrates de gauche, est élu président de la République italienne au quatrième tour de scrutin, par 543 voix sur 990, soit 54,8 %.
À peine entré en fonction, Napolitano charge, le 16 mai, Romano Prodi du mandat de former un gouvernement. Celui-ci présente, vingt-quatre heures plus tard, le gouvernement Prodi II, constitué de vingt-six ministres, dont huit sans portefeuilles. D'Alema, nommé ministre des Affaires étrangères, et Rutelli, ministre pour les Biens culturels, sont également vice-présidents du Conseil. En tout, L'Olivier obtient dix-huit portefeuilles, en plus de la présidence du Conseil, avec des portefeuilles aussi importants que l'Intérieur, confié à Amato, la Défense, les Réformes institutionnelles ou le Développement économique.
Le gouvernement obtient, le 19 mai, la confiance des sénateurs par 165 voix contre 155, du fait de l'appui des sénateurs à vie, et celle des députés est acquise quatre jours plus tard, par 344 suffrages favorables contre 268.

### Disparition avec le Parti démocrate

Logo du Parti démocrate.

Redevenu président du Conseil, Prodi relance son projet de fonder un grand parti politique du centre gauche, qui rassemblerait les formations composant L'Olivier et prendrait le nom de « Parti démocrate » (Partito Democratico, PD). Alors, le 17 juillet 2006, l'Assemblée nationale des Démocrates de gauche et l'Assemblée fédérale de Démocratie et liberté - La Marguerite prennent une position de principe favorable à la création du PD.
Au mois d'avril 2007, le congrès national de DL se réunit et approuve, à l'unanimité, la fusion avec les DS dans le Parti démocrate.
Dans le même temps, le congrès national des sociaux-démocrates se montre plus divisé, la motion présentée par le secrétaire Piero Fassino, favorable au PD, étant concurrencée par deux autres textes s'y opposant, dont l'un porté par le ministre de l'Enseignement supérieur, Fabio Mussi. Finalement, la position de Fassino l'emporte avec 75,5 % des suffrages, et Mussi quitte le parti afin de fonder la Gauche démocrate (SD).
Pour mener à bien la création du nouveau parti, un comité de 45 personnalités est constitué le 24 mai suivant, sous le nom de « Comité du 14 octobre », référence à la date des primaires ouvertes destinées à choisir le secrétaire du PD et les délégués à l'assemblée constituante. En font partie, outre Prodi, Fassino, D'Alema, Amato, Rutelli, des personnalités telles que Rosa Iervolino, maire de Naples (DL), Marco Follini, ancien secrétaire de l'Union des démocrates chrétiens et du centre (UDC) et vice-président du Conseil de Silvio Berlusconi, Walter Veltroni, maire de Rome (DS).
Lors des primaires, Veltroni, issu des DS, est principalement opposé à Rosy Bindi et Enrico Letta, de DL. Il l'emporte avec une majorité écrasante de 75,8 % des voix dès le premier tour, tandis que les listes qui le soutiennent gagnent 2 322 sièges sur 2 853 à la constituante. Lors de la réunion de celle-ci, le 27 octobre, Romano Prodi est désigné président de l'Assemblée nationale du Parti démocrate.

## Chefs de file
- 1995-1998 : Romano Prodi
- 1998-2000 : Massimo D'Alema
- 2000-2004 : Francesco Rutelli
- 2004-2007 : Romano Prodi